# François Bazin

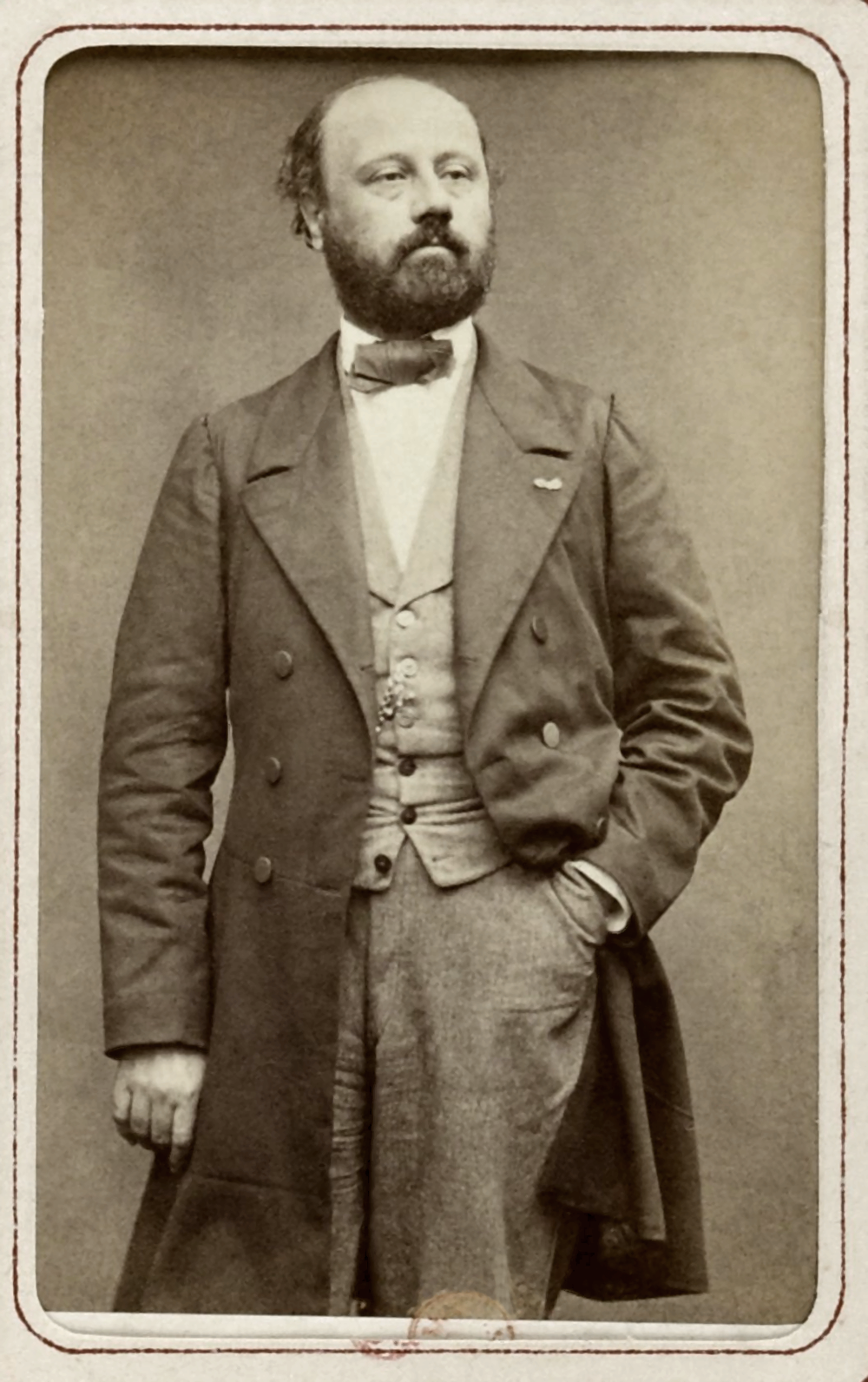
François Bazin

François Emmanuel Joseph Bazin (Marseille, 4 september 1816 - Parijs, 2 juli 1878) was een Frans operacomponist.
Bazin was een student van Daniel Auber aan het Conservatoire national supérieur de musique in Parijs, waar hij later ook zelf harmonieleer gaf. In 1840 won hij de Prix de Rome voor zijn cantate Loyse de Monfort. In tegenstelling tot het feit dat zijn opera's in zijn tijd erg populair waren, worden ze nu nog maar zelden opgevoerd.

## Opera's
- Le Trompette de Monsieur le Prince (1846)
- Le malheur d'être jolie (1847)
- La nuit de la Saint-Sylvestre (1849)
- Madelon (1852)
- Maître Pathelin (1856)
- Les désespérés (1858)
- Marianne (1861-1862)
- Le Voyage en Chine (1865)
- L'Ours et le pacha (1871)